# Alice Rühle-Gerstel
Alice Rühle-Gerstel (Praga, 24 marzo 1894 – Città del Messico, 24 giugno 1943) è stata una scrittrice e psicologa tedesca.

## Biografia
Alice Gerstel nasce il 14 marzo 1894 nel cuore di Praga. Suo padre, Emil Gerstel (1870–1919) un ebreo di origine tedesca, è un produttore di mobili molto noto all'epoca. Sua madre, Kornelia Gerstel Strakoš (1874–1924) era una cittadina ceca. Lei è la primogenita di tre figli, il 16 aprile 1896 nasce il fratello Fritz, il 22 giugno 1898 la sorella Susanne. Cresce in un ambiente muticulturale e fin da bambina parla ceco, tedesco, francese e inglese. S'interessa di musica e soprattutto di letteratura. Frequenta molto i caffè letterari della città dove incontra e tesse legami con gli intellettuali del suo tempo, tra cui Franz Werfel, Egon Erwin Kisch, e Willy Haas. Significativa è l'amicizia con Milena Jesenská che continuerà anche durante l'esilio. Dopo aver frequentato un collegio femminile a Dresda, nel 1914 rientra a Praga dove presenta l'esame per divenire professore di musica.
Durante la prima guerra mondiale si arruola come infermiera ed è premiata con la Medaglia d'argento d'onore della Croce Rossa. Successivamente s'iscrive all'università a Monaco di Baviera dove studia germanistica e filosofia e scopre il lavoro dello psicoterapeuta austriaco Alfred Adler, molto ammirato anche dal futuro marito. Il 6 giugno 1922 sposa un pedagogo e attivista politico, con orientamento comunista, di vent'anni più vecchio, Otto Rühle. La loro unione avrà anche un risvolto a livello lavorativo, insieme e con la collaborazione di Grete Fantl fondano il Marxist Individual-psychological Study Association di Dresda. Nel 1924 fondano una piccola casa editrice la Am anderen Ufer, che pubblicherà i loro lavori e studi per l'elaborazione di un'educazione ispirata ai valori socialisti.
Scrisse anche numerosi articoli per la rivista Die Literarische Welt, molto nota all'epoca e fondata da Willy Haas nel 1925. Nei numerosi articoli sritti per la rivista si nota anche una crescente sensibilità ai temi femministi.
Nel 1932 rientrarono a Praga a causa dell'ascesa del nazismo in Germania. Nel 1933 inizia la sua collaborazione con il Prager Tagblatt, un quotidiano d'impronta liberal-democratica. Quattro anni dopo marito e moglie partono per il Messico. Lì le condizioni economiche sono rese difficili dagli stretti rapporti che la coppia aveva con Lev Trockij. Il marito inizia a dipingere carte da visita da vendere negli hotel e Alice si dedica a lezioni private e traduzioni. Stringono amicizia con Diego Derivera e Frida Kahlo e riescono anche a ottenere la cittadinanza argentina, ma non riusciranno mai a integrarsi completamente. Le condizioni di salute del marito si degradano inesorabilmente, fino a portarlo alla morte per attacco cardiaco il 24 giugno 1943. Alice si suicida lo stesso giorno, buttandosi dalla finestra del suo appartamento.

## Opere
- Der Weg zum Wir. Versuch einer Verbindung von Marxismus und Individualpsychologie (1927), ripubblicato nel 1980, ISBN 9783497009237
- Das Frauenproblem der Gegenwart: eine psychologische Bilanz, ed. S. Hirzel (1932)
- Der Umbruch oder Hanna und die Freiheit, pubblicato postumo nel 1984, ISBN 978-3932338311